# Javier Sotomayor
Javier Sotomayor Sanabria, född 13 oktober 1967 i Limonar, Matanzas, är en kubansk före detta friidrottare (höjdhoppare). Den 27 juli 1993 satte han nytt världsrekord i höjdhopp utomhus med 2,45 m, en notering som ännu är gällande rekord. Han vann under karriären två OS-medaljer (varav ett guld) och fyra VM-medaljer (varav två guld).

## Biografi

### 1980-talet
1983 nådde Sotomayor som blott 15-åring tredje plats vid de centralamerikanska och karibiska friidrottsmästerskapen; vid de här mästerskapen vann han 1985 och 1989 guld. Maj 1984 slog han sedan juniorvärldsrekord genom ett hopp på 2,33 meter.
1987 vann Sotomayor det första av tre höjdhoppsguld (guld även 1991 och 1995) vid de panamerikanska spelen. 1989 vann han guld både vid inomhus-VM i Budapest (i mars) och i Universiaden (augusti). Guldhoppet i Budapest var på 2,43 m, vilket innebar nytt världsrekord inomhus. Det var samtidigt en tangering av det världsrekord utomhus han slagit september året före, när vid han vid tävlingar i spanska Salamanca. Det hoppet gjordes fyra dagar före OS i Seoul, en tävling där Sotomayor på grund av Kubas OS-bojkott inte deltog. Fyra år tidigare bojkottade Kuba även OS i Los Angeles men vann istället guld vid de "Vänskapsspel" som samma år arrangerades i Moskva.
Senare under 1989 förbättrade Sotomayor sitt världsrekord till 2,44 m, vid de centralamerikanska och karibiska mästerskapen.

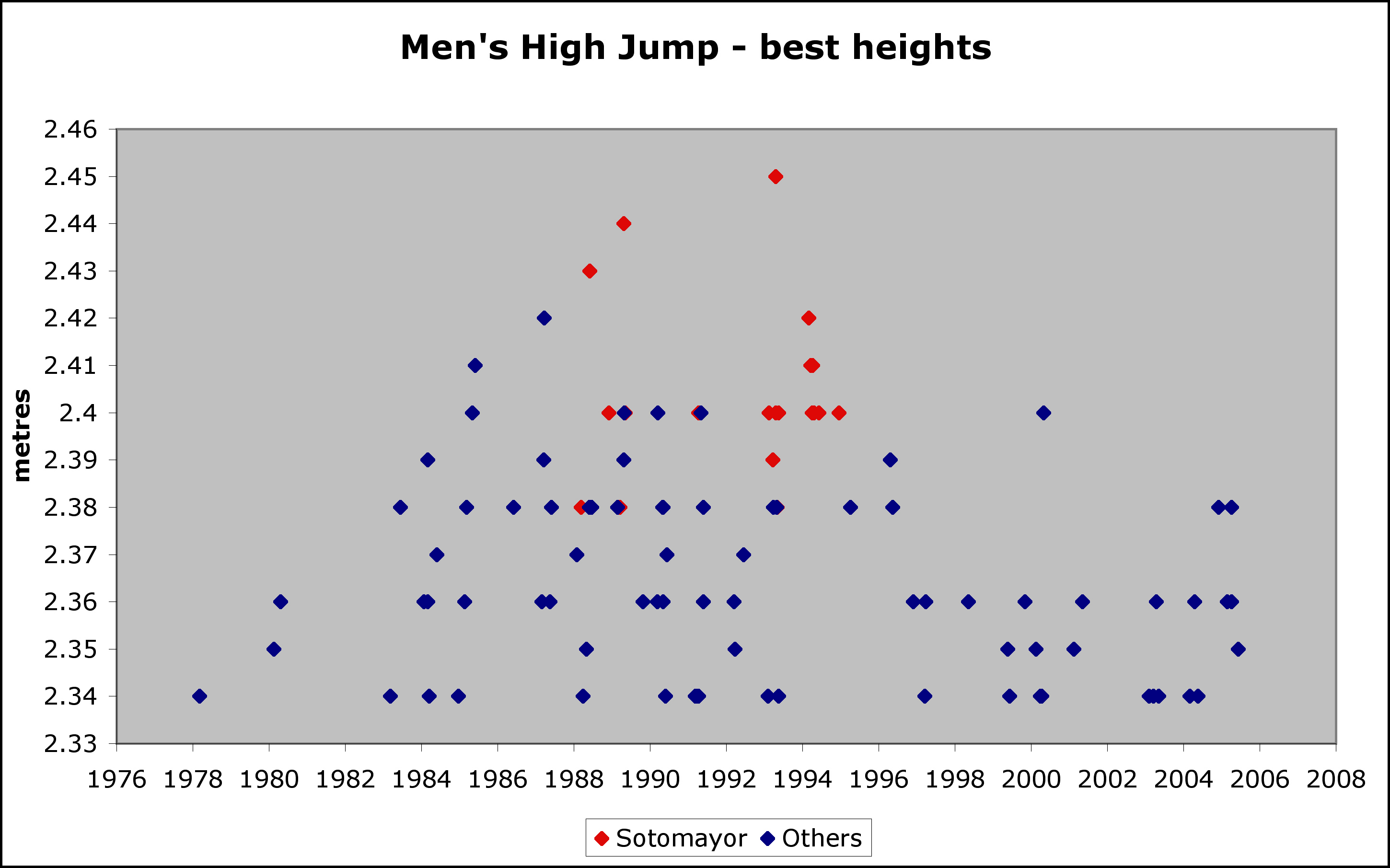
Javier Sotomayor (röda romber) klarade minst 13 gånger höjder på 2,40 m och högre. Endast ett fåtal andra hoppare har nått över 2,40 m.

### 1990-talet
Under de kommande åren var Javier Sotomayor oomtvistad världsledande bland de höjdhoppande herrarna. Han förlorade visserligen 1991 års VM-guld till Charles Austin och 1995 års dito till Troy Kemp – i båda fallen efter jämn hoppning på hög nivå – men VM-gulden både 1993 och 1995 erövrades av Sotomayor. Vid inomhus-VM vann Sotomayor guld både 1993, 1995 och 1999.
1992 tog Sotomayor OS-guld i höjdhopp vid Olympiska sommarspelen 1992 i Barcelona, Spanien, efter att ha klarat guldhöjden 2,34 m ett hopp före silvermedaljören Patrik Sjöberg.
1993 återvände Javier Sotomayor till Salamanca, där han förbättrade sitt världsrekord till 2,45 meter. Både denna utomhusnotering och hans 2,43 inomhus 1989 är ännu (2013) gällande världsrekord i respektive kategori.
Vid sommar-OS 1996 i Atlanta var Sotomayor hämmad av knä- och hälskador. Han nådde endast elfte plats med ett hopp på 2,25 m och ställde efter OS in hela vintersäsongen. Senare under 1997 vann han dock guld vid utomhus-VM.

### Dopning och sista OS-medaljen
Sotomayors sista år som aktiv präglades av två dopningsfall, för kokain 1999 och nandrolon 2001. Dåvarande vice ordföranden för IAAF, Arne Ljungqvist, ansåg att det var två solklara fall. Själv bedyrade han vid båda tillfällena sin oskuld och hävdade att han aldrig tagit något otillåtet preparat.
Dopningsdomen 1999 innebar avstängning på två år, vilket senare mildrades till ett år. Sotomayor kunde därför delta vid OS i Sydney 2000, där han blev silvermedaljör. I samband med det andra dopningsavslöjandet 2001 förklarade han att han skulle avsluta sin karriär. Han undvek en livstidsavstängning – vanligt i samband med två positiva dopningsdomar – men fråntogs sin fjärdeplats vid 2001 års världsmästerskap.

## Källhänvisningar
1. 1 2 3 4  "Javier Sotomayor". NE.se. Läst 1 september 2014.
2. ↑  Ljungqvist: ”Kristall- klara fall” Svenska Dagbladet, 3 juli 2007
3. ↑  Kubas stolthet – trots dopingdom Svenska Dagbladet, 2 juli 2007
4. ↑  "Sotomayor tests positive for nandrolone". Rediff.com, 2002-01-11. Läst 1 september 2014. (engelska)